# Hoplandria isabellae
Hoplandria isabellae är en skalbaggsart som beskrevs av François Génier 1989. Hoplandria isabellae ingår i släktet Hoplandria och familjen kortvingar. Inga underarter finns listade i Catalogue of Life.